# Józef Bohdan Zaleski
Józef Bohdan Zaleski (Bohatyrka nella guberniya di Kiev, 14 febbraio 1802 – Villepreux, 31 marzo 1886) è stato un poeta romantico polacco, rappresentante della "scuola poetica ucraina". Era amico di Adam Mickiewicz.
Zaleski fu membro dell'organizzazione patriottica segreta Związek Wolnych Polaków (1821), che partecipò alla Rivolta di Novembre (1830—1831), fu deputato al Sejm (durante la Rivolta), cofondatore (con Adam Mickiewicz) dell'associazione religiosa Towarzystwo Braci Zjednoczonych, coeditore del giornale Nowa Polska.

## Opere
Le opere di Zaleski furono associate al romanticismo e al sentimentalismo. È autore di opere storiche popolari, nelle quali fa riferimento al folklore ucraino; la poesia popolare ispirò l'amore e la lirica riflessiva, la poesia religiosa e anche i poemi fantastici, cantati, aforistici, e le traduzioni.
Dume
- Dumka hetmana Kosińskiego (1823)
- Dumka Mazepy
- Czajki

Liriche, poesie e poemi
- Duch od stepu (1841) — poema
- Jamby — poema aforistico
- Przenajświętsza Rodzina (1839; pubblicato in Poezje vol. 2, 1842) — poesia religiona
- Pyłki — poema aforistico
- Rojenia wiośniane — poema cantato
- Rusałki (1829) — poema fantastico
- Śliczny chłopiec — poema cantato
- Śpiew poety (1823) — lirica
- Tędy, tędy leciał ptaszek — poema cantato

Collezioni di opere
- Pisma zbiorowe (1877, vol. 1–4)
- Dzieła pośmiertne (1891, vol. 1–2)
- Korespondencja (1900–1904, vol. 1–5)